# 1548年攻佔亞丁
1548年攻佔亞丁（英語：Capture of Aden of 1548），是一起完成於皮瑞雷斯領導下的奥斯曼帝國軍隊企圖於1548年2月26日自葡萄牙人手中奪取亞丁的港口時的軍事行動。

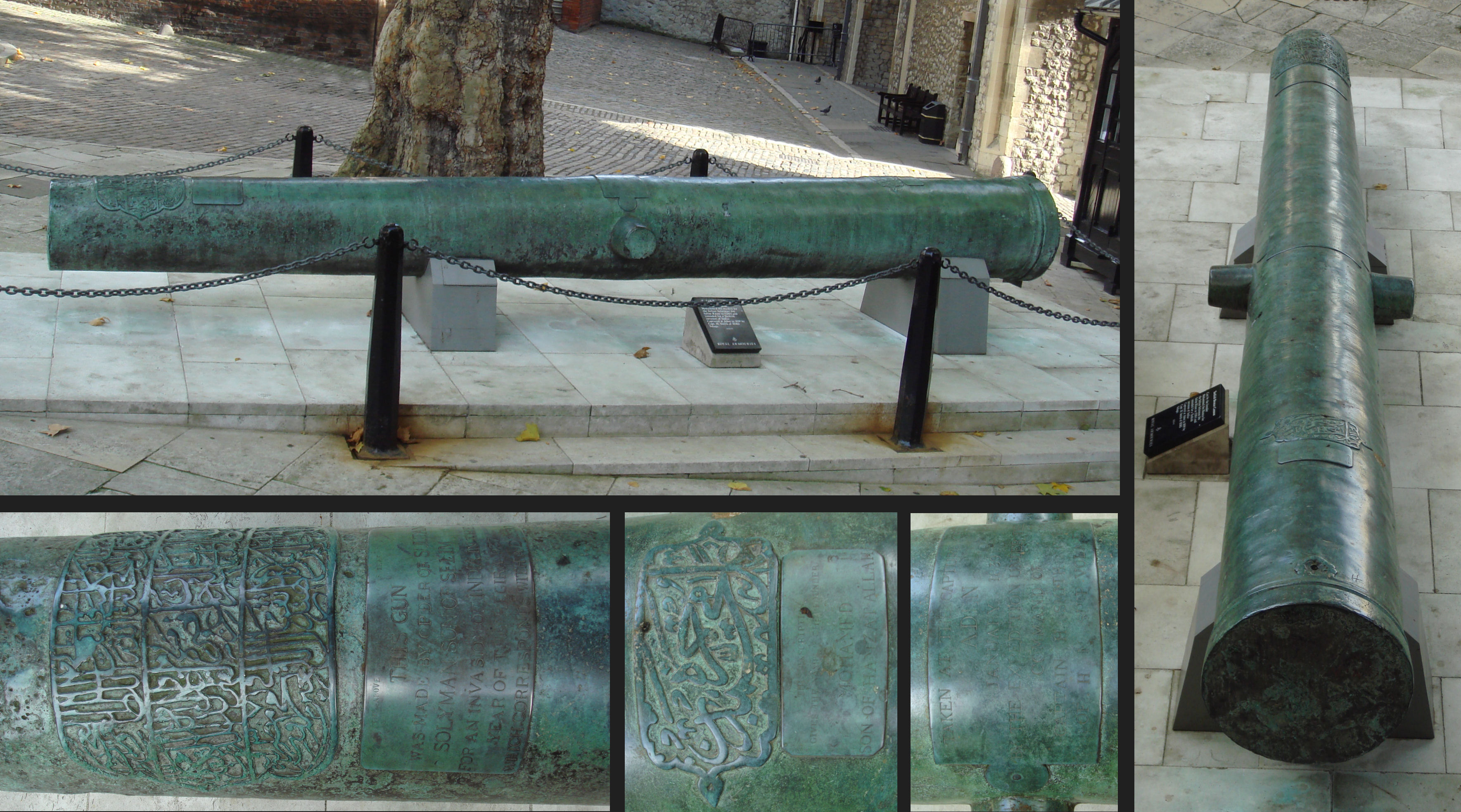
由Mohammed ibn Hamza於1530至31年間鑄造的蘇萊曼亞丁大砲，使用於一起奧斯曼帝國入侵印度的行動中，由HMS Volage指揮官H.Smith於1839年占領亞丁行動中取得，現置於倫敦塔。

亞丁在1538年即已被哈德姆·蘇萊曼·帕夏所領導的奥斯曼帝國軍隊佔予蘇萊曼一世，以提供奥斯曼帝國一個為奇襲葡萄牙在印度西岸資產而成立的根據地。在航向印度的過程中，奥斯曼帝國於1538年9月的迪烏圍攻戰一役敗給葡萄牙，但於隨後回到亞丁並以100尊火炮加強固守該地。蘇萊曼帕夏企圖在這個根據地掌控整個也門以及薩那。然而，亞丁人起而反抗奥斯曼帝國並迎來葡萄牙人，因此葡萄牙人得以掌控該城直到皮瑞雷斯將其攻下時。
皮瑞雷斯亦將在此後於1552年攻佔馬斯喀特的行動中再度擊敗葡萄牙殖民者。